# Vernaya fulva
Espèce
Synonymes
- Vernaya foramena Wang, Hu, & Chen, 1980[2]

Répartition géographique
Statut de conservation UICN

 LC  : Préoccupation mineure
Vernaya fulva est une espèce de rongeurs de la famille des Muridae, la seule du genre Vernaya actuellement vivante, les autres étant désormais éteintes et connues que par leurs fossiles.

## Distribution
L'espèce est présente en République populaire de Chine (ouest du Yunnan, nord du Sichuan, sud du Gansu, sud-ouest du Shaanxi) et dans le nord de la Birmanie.

## Menaces
L'Union internationale pour la conservation de la nature la distingue comme  espèce de « Préoccupation mineure » (LC) sur sa liste rouge.